# Hagen Wellschmidt
Hagen Wellschmidt (* 5. September 1960 in Weißwasser) ist ein ehemaliger deutscher Fußballspieler im Mittelfeld. Er spielte für die BSG Energie Cottbus in der DDR-Oberliga.

## Karriere
Wellschmidt spielte in seiner Jugend bei seiner Heimatmannschaft BSG Chemie Weißwasser. Anschließend durchlief er die Jugendabteilungen des BFC Dynamo. 1980 wurde er von der BSG Energie Cottbus verpflichtet, die in der zweitklassigen DDR-Liga spielte. Bereits in seiner ersten Saison 1980/81 absolvierte Wellschmidt alle 22 Ligaspiele und hatte mit acht Toren sowie drei weiteren Toren in den acht Spielen der Aufstiegsrunde entscheidenden Anteil am Aufstieg in die Oberliga. Dort debütierte Wellschmidt am 22. August 1981, als er am 1. Spieltag bei der 0:5-Niederlage gegen Rot-Weiß Erfurt in der Startelf stand. In der Spielzeit 1981/82 kam er 22 Mal zum Einsatz, wurde jedoch auch neunmal ausgewechselt. Nach dem direkten Wiederabstieg kam er bis 1986 noch auf weitere 81 Einsätze (12 Tore), bevor Cottbus wieder aufstieg. In der Oberligasaison 1986/87 wurde Wellschmidt jedoch nur noch zweimal eingewechselt, weshalb er nach der Saison die BSG Energie in Richtung BSG Aktivist Brieske-Senftenberg, Aufsteiger in die DDR-Liga, verließ. Dort schoss er 1987/88 drei Tore in 18 Partien. 1988/89 blieb er in zwölf Spielen ohne Tor. Nach zwei weiteren Jahren bei der BSG Lokomotive Cottbus wechselte Wellschmidt 1991 zum Schmogrower SV, wo er 1994 seine Karriere beendete.